# Appan
Appan är en sjö i Boxholms kommun i Östergötland och ingår i Motala ströms huvudavrinningsområde.